# Montserrat Gomendio
Montserrat Gomendio Kindelan (Madrid, 12 de noviembre de 1960) es una política española, secretaria de Estado de Educación, Formación Profesional y Universidades entre enero de 2012 y mayo de 2015. Anteriormente fue investigadora del Consejo Superior de Investigaciones Científicas (CSIC).

## Biografía

### Investigación
En 1983 obtiene la licenciatura en Biología en la Universidad Complutense de Madrid y un año más tarde obtiene el grado de licenciatura en la misma universidad.
Inicia su carrera investigadora con el desarrollo de una tesina en la Estación Experimental de Zonas Áridas del Consejo Superior de Investigaciones Científicas (CSIC). Obtiene una beca del Saint John's College (Cambridge) para realizar una tesis sobre reproducción en primates en el Departamento de Zoología de la Universidad de Cambridge (Reino Unido) que le permite doctorarse en 1989. A continuación, obtiene una beca de investigación en el Trinity Hall de Cambridge, y después un contrato de investigadora asociada en el Departamento de Zoología de la Universidad.
En 1991 obtiene una plaza en el CSIC como Investigador Científico y en 1993 se incorpora al Museo Nacional de Ciencias Naturales (CSIC). Más tarde es promovida a Profesor de Investigación. En el Museo Nacional de Ciencias Naturales forma un grupo de investigación junto con su marido centrado en la ecología de la reproducción donde investigan, de forma más específica, la evolución de las estrategias reproductivas, la evolución del cuidado parental, el papel de la selección sexual en la especiación, la reproducción en especies en peligro de extinción, los efectos deletéreos de la consanguinidad y la conservación de la biodiversidad. Desde 1997 hasta 2002 es directora del Museo Nacional de Ciencias Naturales (CSIC), hecho que le permite iniciarse en la gestión científica y en la divulgación científica. Desde marzo de 2003 hasta mayo de 2004 es Vicepresidenta de Organización y Relaciones Institucionales del CSIC
Tiene publicados ochenta y cinco artículos científicos, algunos en revistas de prestigio como Nature, Science o PNAS. Organiza congresos internacionales, recibe invitaciones para dar conferencias a nivel internacional y forma a jóvenes investigadores. Es también Miembro Correspondiente de la Real Academia de Ciencias Exactas, Físicas y Naturales y graduada del Programa de Dirección General del IESE Business School de Madrid (centro privado del Opus Dei).

### Política
Desde enero de 2012 y hasta mayo de 2015, fue secretaria de Estado de Educación, Formación Profesional y Universidades, del Ministerio de Educación, Cultura y Deportes. Entre sus medidas al frente de la Secretaría se encuentra el desarrollo de la Ley Orgánica para la Mejora de la Calidad Educativa.
A partir de junio de 2015, dejó su cargo para ser Directora Adjunta de la Dirección de Educación en la OCDE.

### Vida personal
Está divorciada y tiene dos hijos. Declara tener un patrimonio de 14.588.581 euros, el segundo mayor de entre todos los ministros y secretarios de Estado en 2012. A mediados de 2012 se convierte en pareja de su inmediato superior, José Ignacio Wert, el ministro de Educación, Cultura y Deporte. En 2013, inicia el proceso de divorcio del que había sido su marido durante veinticuatro años, proceso que finaliza en septiembre de 2013, y también el proceso judicial de reparto de bienes dado que contrajo matrimonio en régimen de gananciales, proceso que todavía está en curso.